# Groeneveldprijs
De Groeneveldprijs is een prijs die de Stichting Groeneveld, verbonden aan  Kasteel Groeneveld te Baarn, sinds het jaar 2000 uitreikt aan een persoon of organisatie die zich bijzonder heeft ingezet voor het debat over natuur en landschap in Nederland. De prijs bestaat uit een geldbedrag van 5000 euro. De ontvanger houdt na de uitreiking, die gewoonlijk op het kasteel plaatsvindt, de jaarlijkse Groeneveldlezing. 

## Winnaars
- 2024 - Dolf Jansen, cabaretier, presentator en schrijver
- 2023 - Esther Kokmeijer, kunstenaar
- 2022 - Merlin Sheldrake, onderzoeker, auteur van Entangled Life: How Fungi Make Our Worlds, Change Our Minds & Shape Our Futures (2020)
- 2021 - Ton Lemaire, cultuurfilosoof en antropoloog
- 2020 - Arita Baaijens, bioloog, & Ambassade van de Noordzee, stem van de Noordzee en haar bewoners
- 2019 - Willem Ferwerda, ecoloog, oprichter en directeur van Commonland
- 2018 - Vroege Vogels, programma van BNNVARA op radio, televisie, telefoon en website
- 2017 - Kees Moeliker en Jelle Reumer, directie Natuurhistorisch Museum Rotterdam
- 2016 - Digna Sinke, filmmaakster
- 2015 - Wouter Helmer, ecoloog
- 2013/14 - de Groene redactie van dagblad Trouw
- 2012 - Tracy Metz, journalist en schrijver
- 2011 - John Berger, schrijver en schilder
- 2010 - Willem van Toorn schrijver en dichter
- 2009 - Auke van der Woud, hoogleraar Architectuur- en Stedenbouwgeschiedenis
- 2008 - Louise Fresco, landbouwkundige en hoogleraar duurzame ontwikkeling Universiteit van Amsterdam
- 2007 - Bennie Jolink, zanger
- 2006 - Frans van der Hoff, priester-arbeider in Zuid-Mexico, oprichter Max Havelaar
- 2005 - Willem Overmars, landschapsarchitect
- 2004 - Jared Diamond, hoogleraar geografie UCLA
- 2003 - Matthijs Schouten, hoogleraar ecologie in Ierland en Nederland
- 2002 - Helen Mayer Harrison en Newton Harrison, Amerikaans kunstenaarsechtpaar
- 2001 - Koos van Zomeren, schrijver
- 2000 - Geert Mak, schrijver en journalist